# Route nationale 449
Die Route nationale 449, kurz N 449 oder RN 449, ist eine französische Nationalstraße, die von 1933 bis 1973 zwischen Arpajon und Malesherbes verlief. Ihre Länge betrug 43 Kilometer. Seit 1978 wird die nummer für die Verbindung der A6 Abfahrt 7 zur D91 bei Ris-Orangis verwendet. Ursprünglich vorgesehen war die Nummer N448, nur war diese zu dem Zeitpunkt noch vergeben.

## Streckenverlauf
| Position | höchste zulässige Gesamtgeschwindigkeit | Fahrbahnen | Typ                          | Abschnitt | Längengrad | Breitengrad |
| -------- | --------------------------------------- | ---------- | ---------------------------- | --------- | ---------- | ----------- |
| 1        | 90                                      | 2          | Beginn der Autobahn          | A 6/A104  | 48.6341    | 2.4031      |
| 2        | 90                                      | 2          | Teil-Anschlußstelle          |           | 48.6351    | 2.4101      |
| 3        | 90                                      | 2          | Vollständige Anschlussstelle |           | 48.6365    | 2.4155      |
| 4        | 90                                      | 2 (1)      | Ende an Straße               |           | 48.6382    | 2.4173      |